# 聯合國安全理事會第757號決議
聯合國安全理事會第757號決議於1992年5月30日通過。在重申第713（1991）號、第721（1991）號、第724（1991）號、第727（1992）號、第740（1992）號、第743（1992）號、第749（1992）號及第752（1992）號決議之後，安理會譴責南斯拉夫聯盟共和國當局未能執行第752號決議。
在要求克羅埃西亞軍隊尊重第752號決議第4條後，安理會表示，所有國家都應遵守以下規則，直到第752號決議實施。它要求所有會員國：
(a) 阻止從南斯拉夫進口所有產品和商品，或阻止其國民進行任何促進此類出口的活動；
(b) 禁止向南斯拉夫出售所有產品和商品，人道主義需要除外；
(c) 不提供南斯拉夫任何商業、工業或公用事業、資金或金融資源；
(d) 拒絕允許前往或抵達南斯拉夫的飛機起飛、降落或飛越其領土，但基於人道主義理由除外；
(e) 禁止對南斯拉夫境內或由南斯拉夫營運的飛機進行維修、保養或工程；
(f) 減少駐南斯拉夫的外交和領事人員數量；
(g) 阻止代表南斯拉夫的個人和球隊參加在其領土上舉辦的體育賽事；
(h) 暫停科學、技術和文化交流與訪問。
安理會也決定，制裁不應適用於聯合國保護部隊、南斯拉夫問題會議或歐洲共同體監測團。它還呼籲在薩拉熱窩及其機場設立安全區，並進一步呼籲第724號決議所設的安理會委員會監督武器禁運情況，並呼籲安理會作為一個整體不斷審查有關局勢。
第757號決議以13票對0票反對獲得通過，中國和辛巴威投了棄權票。

## 體育制裁
南斯拉夫國家足球隊於6月獲得1992年歐洲盃決賽圈資格賽第四組資格，但因聯合國制裁而被取消資格；第四組亞軍丹麥隊在決賽中取代南斯拉夫隊奪冠。他們也被禁止參加1994年世界盃和1996年歐洲盃。
該決議是在1992年夏季奧運會開始前不久通過的，國際奧委會與聯合國達成協議，南斯拉夫奧委會不被邀請參加奧運會，但南斯拉夫運動員被允許以獨立奧運會參賽者的身份參賽，在1992年夏季殘奧會上，他們也可以以獨立殘奧會參賽者的身份參賽。

## 外部連結
维基文库中的相關文獻：聯合國安全理事會第757號決議
決議文請見 undocs.org